# Diospyros salicifolia
Diospyros salicifolia là một loài thực vật có hoa trong họ Thị. Loài này được Humb. & Bonpl. ex Willd. mô tả khoa học đầu tiên năm 1806.